# Şefik Avni Özüdoğru
Şefik Avni Özüdoğru (Samsun, 1886 - 3 de juliol de 1960) fou un militar turc dels temps otomans que va participar en la Guerra de l'Alliberació de Turquia, motiu pel qual va rebre la Medalla de la Independència i després es va convertir en polític en la nova república. Va ser el primer alcalde de Samsun, entre 1922 i 1924, i també durant uns mesos del 1925, i va obrir les seccions provincials a Samsun del Partit Llibre (1930) i del Demokrat Parti el 1946. Des del 1921, quan es retira de l'exèrcit otomà per a unir-se a la Lluita Nacional liderat per Mustafa Kemal, també és l'editor en cap del diari Aks-i Seda (tornaveu en turc) publicat a Samsun.